# François Mocquard
François Mocquard (?, 1834 - 1917, ?) foi um herpetólogo francês.

## Algumas descrições taxonômicas
- Ansonia fuliginea
- Ansonia spinulifer
- Boophis miniatus
- Brachyophis
- Brachyophis revoili
- Chaperina
- Chaperina fusca
- Cosymbotus craspedotus
- Ctenophryne geayi
- Ctenophryne
- Cyrtodactylus baluensis
- Geckolepis anomala
- Geckonia